# فرانسيسكو بايانو
فرانسيسكو بايانو (بالإيطالية: Francesco Baiano)‏ هو لاعب كرة قدم إيطالي في مركز الهجوم، ولد في 24 فبراير 1968 في نابولي في إيطاليا. شارك مع منتخب إيطاليا لكرة القدم. أما مع النوادي، فقد لعب مع ديربي كاونتي وفيورنتينا ونادي أفيلينو ونادي إمبولي ونادي بارما ونادي بيستويسي ونادي ترنانا ونادي فوجيا ونادي نابولي.

## وصلات خارجية
- فرانسيسكو بايانو على موقع قاعدة بيانات كرة القدم.إي يو (الإنجليزية)
- فرانسيسكو بايانو على موقع ناشيونال فوتبول تيمز (الإنجليزية)
- فرانسيسكو بايانو على موقع عالم كرة القدم.نت (الإنجليزية)